# Dzbanecznik assamski
Dzbanecznik assamski (Nepenthes khasiana) — gatunek rośliny z rodziny dzbanecznikowatych. Endemit, występuje w Khasi Hills w stanie Meghalaya (północno-wschodnie Indie). Jest to jedyny gatunek dzbaneczników występujący w Indiach. Roślina owadożerna.

## Morfologia
PokrójPnącze o długości do 10 m.
LiścieZmodyfikowane w postać liści pułapkowych, za pomocą których roślina łapie i trawi owady. Mają one kształt dzbanków o barwie zielonej z czerwonawymi przebarwieniami. Dzbanki wyrastające w dole pędu mają długość 7-18 cm, węższy wlot i są zagięte ku podstawie, dzbanki powstające wyżej na pędzie mają kształt walcowaty, lekko rozszerzają się ku podstawie i osiągają długość do 20 cm.

## Zastosowanie
Roślina ozdobna. Najłatwiejszy w uprawie gatunek dzbanecznika. W handlu sprzedawany w postaci młodych roślin.